# Puente del Inca
Puente del Inca és una localitat del nord-oest de la província de Mendoza situada al departament Les Heras, a l'oest de l'Argentina. Deu el seu nom al monument natural Puente del Inca, una formació rocosa que forma un pont natural sobre el riu Las Cuevas (des d'allí anomenat riu Mendoza). Aquesta curiosa geoforma, unida a un abandonat hotel de banys termals, l'han convertit en un punt turístic destacat.

## Geografia

### Població
Té 132 habitants (Indec,) en forma permanent, la qual cosa representa un lleu increment del 3,1 % enfront dels 128 habitants (,) del cens anterior. Aquesta xifra inclou casernes.

### Clima
Té un clima rigorós i continental, les temperatures presenten una important oscil·lació anual i les precipitacions són escasses. L'estiu és temperat i sec, és l'època menys plujosa i les temperatures mitjanes estan per sobre dels 15 °C. L'hivern és molt fred i l'estació més humida, amb temperatures per sota dels 0 °C. La humitat relativa mitjana anual és del 34 %, sent un dels llocs més secs del país. En el cicle 1941-1960, la temperatura mínima absoluta registrada va ser de -20 °C, i la mínima mitjana 0,5 °C.
| Paràmetres climàtics mitjans del Puente del Inca, MZ, Argentina | Paràmetres climàtics mitjans del Puente del Inca, MZ, Argentina | Paràmetres climàtics mitjans del Puente del Inca, MZ, Argentina | Paràmetres climàtics mitjans del Puente del Inca, MZ, Argentina | Paràmetres climàtics mitjans del Puente del Inca, MZ, Argentina | Paràmetres climàtics mitjans del Puente del Inca, MZ, Argentina | Paràmetres climàtics mitjans del Puente del Inca, MZ, Argentina | Paràmetres climàtics mitjans del Puente del Inca, MZ, Argentina | Paràmetres climàtics mitjans del Puente del Inca, MZ, Argentina | Paràmetres climàtics mitjans del Puente del Inca, MZ, Argentina | Paràmetres climàtics mitjans del Puente del Inca, MZ, Argentina | Paràmetres climàtics mitjans del Puente del Inca, MZ, Argentina | Paràmetres climàtics mitjans del Puente del Inca, MZ, Argentina | Paràmetres climàtics mitjans del Puente del Inca, MZ, Argentina |
| Mes                                                             | Gen.                                                            | Feb.                                                            | Mar.                                                            | Abr.                                                            | May.                                                            | Jun.                                                            | Jul.                                                            | Ago.                                                            | Sep.                                                            | Oct.                                                            | Nov.                                                            | Dec.                                                            | Anual                                                           |
| --------------------------------------------------------------- | --------------------------------------------------------------- | --------------------------------------------------------------- | --------------------------------------------------------------- | --------------------------------------------------------------- | --------------------------------------------------------------- | --------------------------------------------------------------- | --------------------------------------------------------------- | --------------------------------------------------------------- | --------------------------------------------------------------- | --------------------------------------------------------------- | --------------------------------------------------------------- | --------------------------------------------------------------- | --------------------------------------------------------------- |
| Temp. màx. abs. (°C)                                            | 30.0                                                            | 28.0                                                            | 25.0                                                            | 23.5                                                            | 21.0                                                            | 21.0                                                            | 18.5                                                            | 17.5                                                            | 21.0                                                            | 24.0                                                            | 25.5                                                            | 26.0                                                            | 30.0                                                            |
| Temp. màx. mitjana (°C)                                         | 20.7                                                            | 19.8                                                            | 18.0                                                            | 15.0                                                            | 10.2                                                            | 5.7                                                             | 4.9                                                             | 6.1                                                             | 9.1                                                             | 11.5                                                            | 15.4                                                            | 18.5                                                            | 12.9                                                            |
| Temp. mitja (°C)                                                | 14.3                                                            | 13.0                                                            | 10.9                                                            | 8.0                                                             | 4.6                                                             | 0.8                                                             | -0.7                                                            | 0.6                                                             | 3.0                                                             | 5.7                                                             | 9.7                                                             | 12.7                                                            | 6.9                                                             |
| Temp. mín. miitjana (°C)                                        | 6.8                                                             | 5.8                                                             | 3.3                                                             | 1.2                                                             | -0.9                                                            | -3.8                                                            | -6.0                                                            | -4.7                                                            | -2.9                                                            | -0.7                                                            | 2.6                                                             | 4.8                                                             | 0.5                                                             |
| Temp. mín. abs. (°C)                                            | -8.7                                                            | -10.2                                                           | -11.8                                                           | -15.0                                                           | -13.7                                                           | -10.6                                                           | -10.7                                                           | -11.5                                                           | -12.6                                                           | -12.4                                                           | -11.7                                                           | -9.7                                                            | -15.0                                                           |
| Precipitacions total (mm)                                       | 4                                                               | 2                                                               | 2                                                               | 8                                                               | 55                                                              | 114                                                             | 52                                                              | 33                                                              | 22                                                              | 23                                                              | 4                                                               | 1                                                               | 320                                                             |
| Díes de precipitacions (≥ 1 mm)                                 | 2                                                               | 2                                                               | 1                                                               | 2                                                               | 7                                                               | 9                                                               | 7                                                               | 6                                                               | 4                                                               | 4                                                               | 2                                                               | 2                                                               | 48                                                              |
| Díes de nevades (≥ 1 mm)                                        | 0.4                                                             | 0                                                               | 0.4                                                             | 1                                                               | 3                                                               | 7                                                               | 6                                                               | 5                                                               | 4                                                               | 3                                                               | 2                                                               | 0.7                                                             | 32.5                                                            |
| Hores de sol                                                    | 310.0                                                           | 296.6                                                           | 279.0                                                           | 252.0                                                           | 186.0                                                           | 144.0                                                           | 148.8                                                           | 192.2                                                           | 222.0                                                           | 254.2                                                           | 279.0                                                           | 294.5                                                           | 2858.3                                                          |
| Humitat relativa (%)                                            | 26                                                              | 26                                                              | 25                                                              | 27                                                              | 37                                                              | 50                                                              | 45                                                              | 45                                                              | 41                                                              | 34                                                              | 26                                                              | 24                                                              | 34                                                              |
| Font n.º 1: Servei Meteorológic Nacional                        |                                                                 |                                                                 |                                                                 |                                                                 |                                                                 |                                                                 |                                                                 |                                                                 |                                                                 |                                                                 |                                                                 |                                                                 |                                                                 |
| Font n.º 2: UNLP (sun, extremes and snow only)                  |                                                                 |                                                                 |                                                                 |                                                                 |                                                                 |                                                                 |                                                                 |                                                                 |                                                                 |                                                                 |                                                                 |                                                                 |                                                                 |

### Sismicitat
La sismicitat de l'àrea de Cuyo (centre-oest de l'Argentina) és freqüent i d'intensitat baixa, i un silenci sísmic de terratrèmols mitjans a greus cada 20 anys.
Sisme de 1861
encara que aquesta activitat geològica catastròfica ocorre des d'èpoques prehistòriques, el terratrèmol del 20 de març de 1861 (160 ) va assenyalar una fita important dins de la història d'esdeveniments sísmics argentins, ja que va ser el més fort registrat i documentat al país. A partir del mateix la política dels successius governs de Mendoza i municipals han anat extremant cures i restringint els codis de construcció. I amb el terratrèmol de Sant Joan de 1944 del 15 de gener de 1944 (77 ) els governs van prendre estat de l'enorme gravetat sísmica de la regió.
Sisme del sud de Mendoza de 1929
molt greu, i al no haver desenvolupat cap mesura preventiva, va matar a 30 habitants;
Sisme de 1985
va ser un altre episodi greu, de 9 s de durada, esfondrant el vell Hospital del Carmen de Godoy Cruz.

## Història

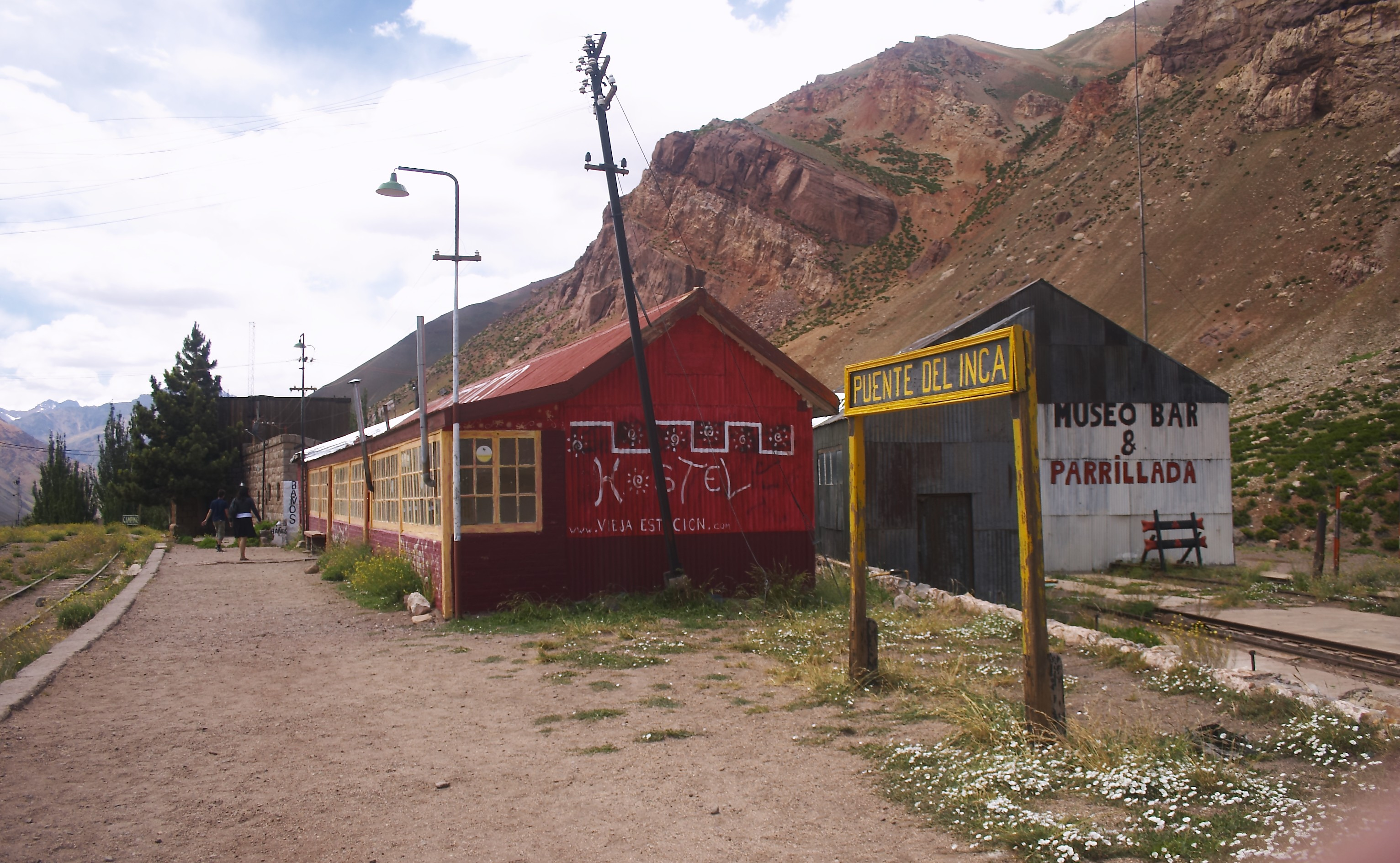
Estació Puente del Inca del Ferrocarril Trasandino Los Andes-Mendoza

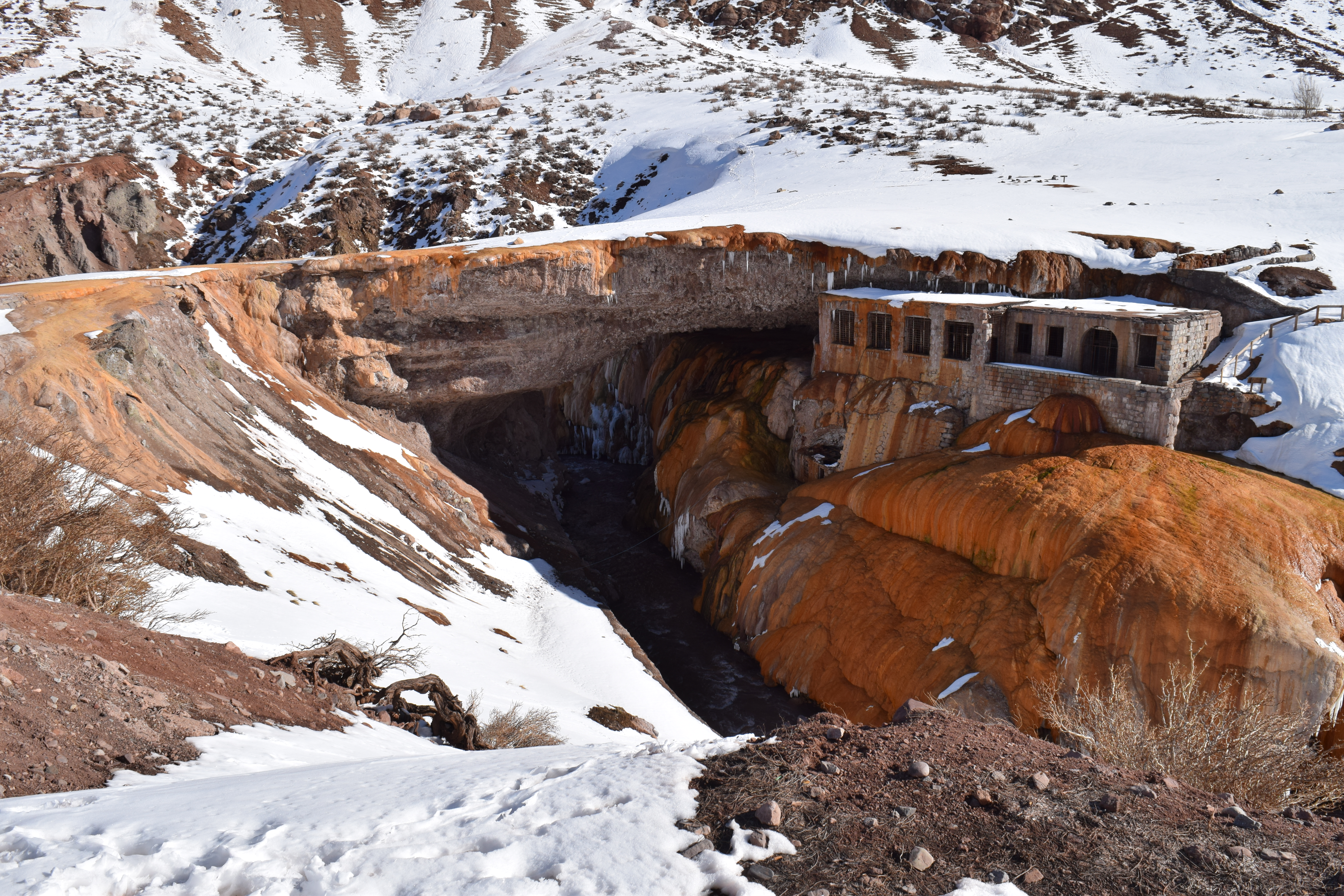
Hotel Puente del Inca abandonat en 1965.

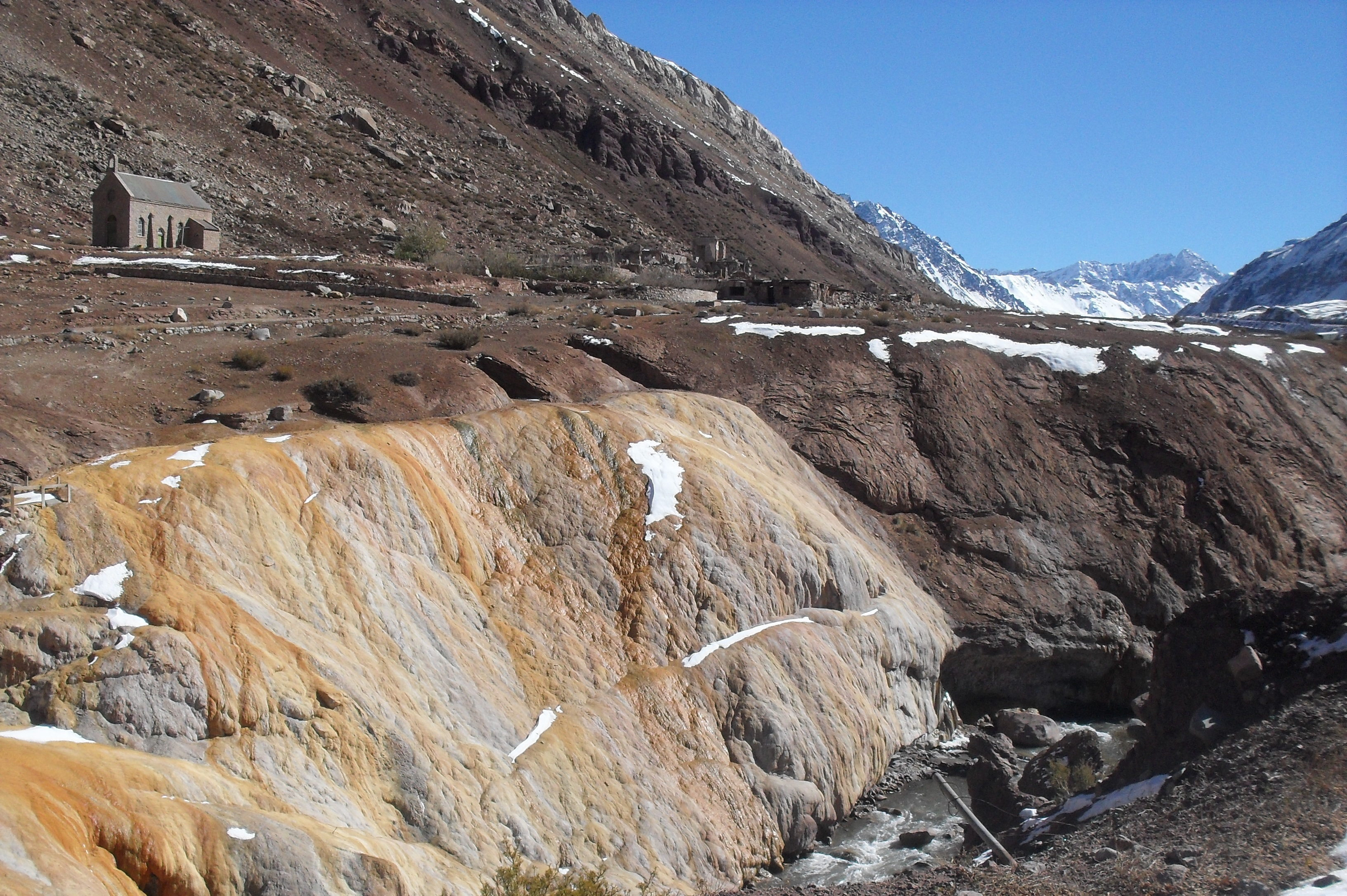
Curs del riu després de passar el pont, es pot observar l'antiga capella i les ruïnes de l'hotel.

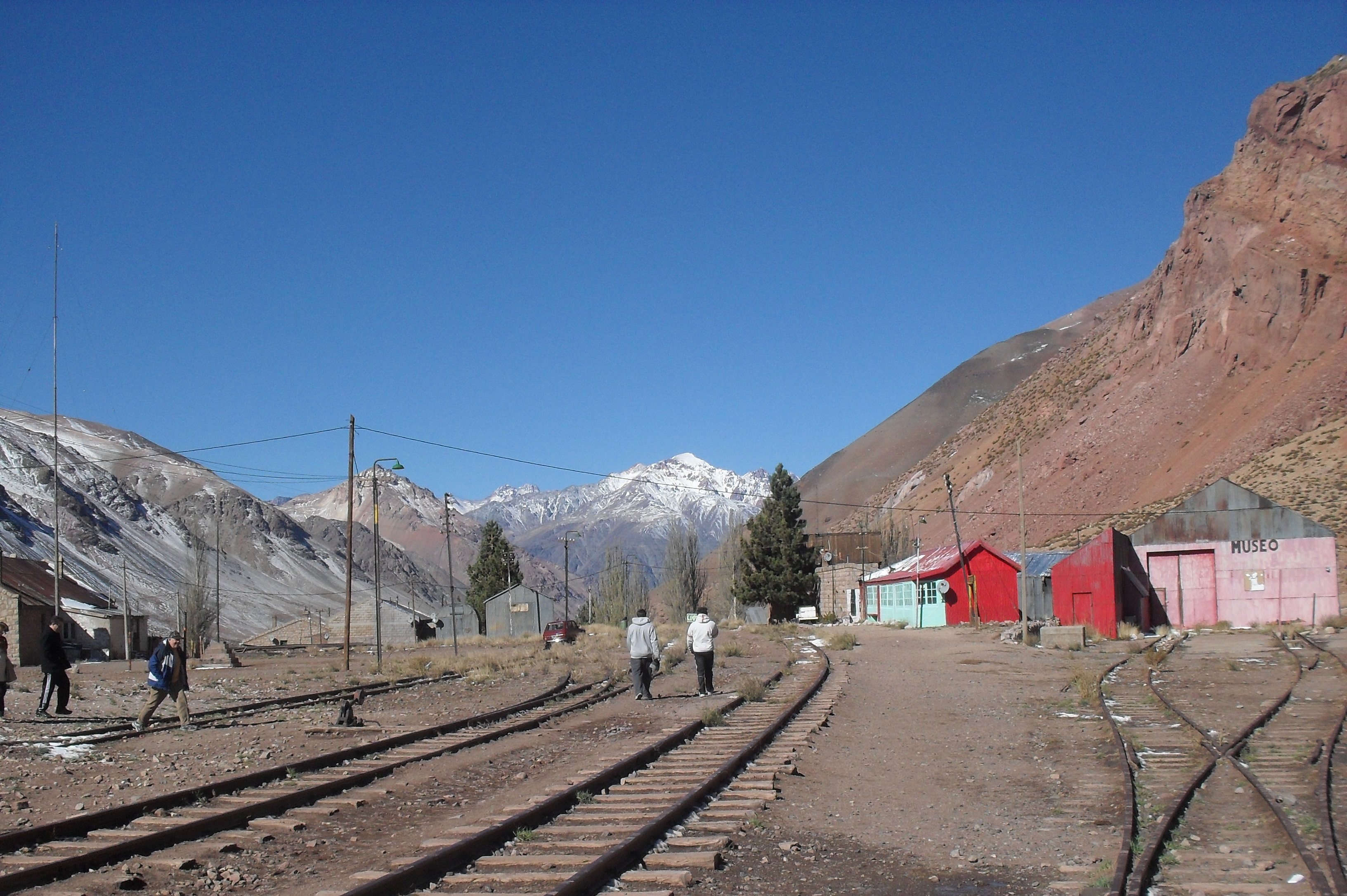
Vies del ferrocarril transandino.

En l'època colonial va ser pas obligat de viatgers i correus a Xile i de l'Exèrcit dels Andes en la campanya de 1817.
En 1903 els rieles aconseguien a les Cuevas i pocs anys més tard era inaugurat, a 3200 metres d'altura, el Túnel del Cim que unia la ciutat de Mendoza amb Els Andes; d'aquesta forma es van concloure els centres termals de Cacheuta i Puente del Inca, amb els seus respectius hotels, completant aquell primer pas que va ser l'extensió ferroviària. Tots dos hotels, contigus a les respectives estacions ferroviàries, es van distingir per la seva modernitat, bellesa i confort.
En 1925 es va construir l'Hotel Puente del Inca, on assistien les personalitats més importants de l'època. Cada habitació posseïa el seu propi bany termal. L'any 1945 serà decisiu en la iniciació del programa vacacional. En l'estiu la dictadura militar va sancionar l'esmentat decret 1740. En paral·lel, tant els decrets de Personería Gremial com el 33302/45 que atorgava salari bàsic, mínim i vital, el Sou Anual Complementari (aguinaldo). Inspirant-se al programa nazi Kraft durch Freude, el president Perón va fomentar el turisme intern, massificant l'accés a Puente del Inca i altres centres turístics, fins llavors reservats a la elite.
En 1955 durant el govern dictatorial de Pedro Eugenio Aramburu l'hotel va ser intervingut i el seu director reemplaçat per un capità de navili, qui va ordenar destruir tota la vaixella de l'hotel portant-la a la plaça i gran part dels seus mobles, trencant cada plat i cobert per associar-los-hi amb el peronisme, fins i tot va parar un tren ferroviari amb maples d'ou que va ordenar destruir per tenir les lletres P.P creient que eren les sigles de Partit Peronista, sent en realitat les sigles Pascual Palmada amo de l'embarqui d'ous. En 1956 el dictador Aramburu va sancionar el decret 17.800 pel qual es van transferir a la Direcció general Immobiliària les Unitats Turístiques Chapadmalal, Embassi Riu Tercer i d'Alta Muntanya, privatitzant aquestes unitats turístiques, quedant en molts casos en mans privades dels interventors designats per Aramburu. En 1965 les freqüents allaus, que un temps abans havien deixat inhabilitat el servei del tren trasandino, van destruir totalment l'hotel, salvant-se només la petita capella colonial, on provisoriamente es va instal·lar el personal i els visitants, després de la forta allau d'aquest any que gairebé va destruir totes les instal·lacions, el mateix va ser abandonat. Fins a l'actualitat l'hotel roman abandonat.

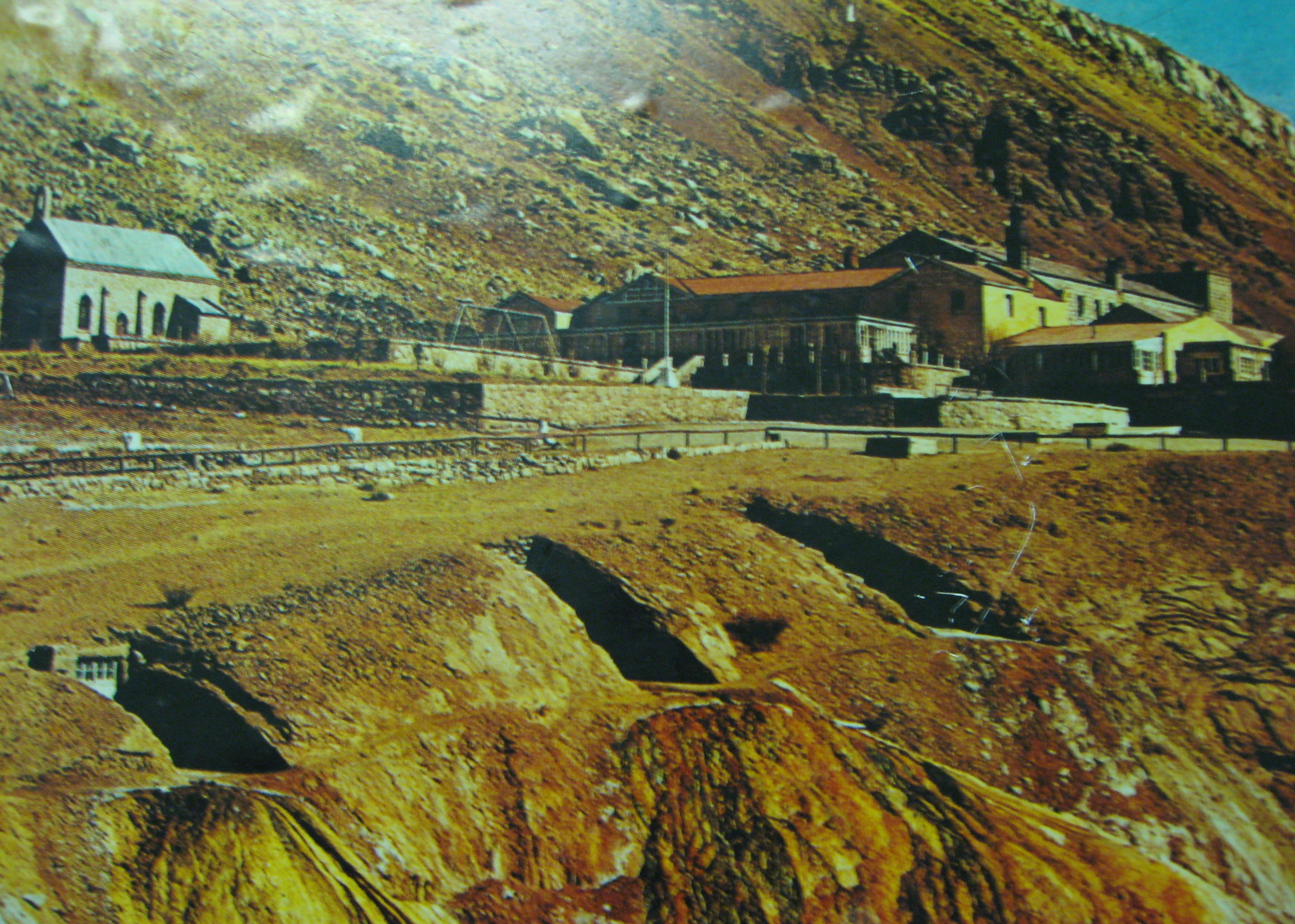
Vell Hotel de Puente del Inca abans de ser arrasat per una allau.

## Actualitat

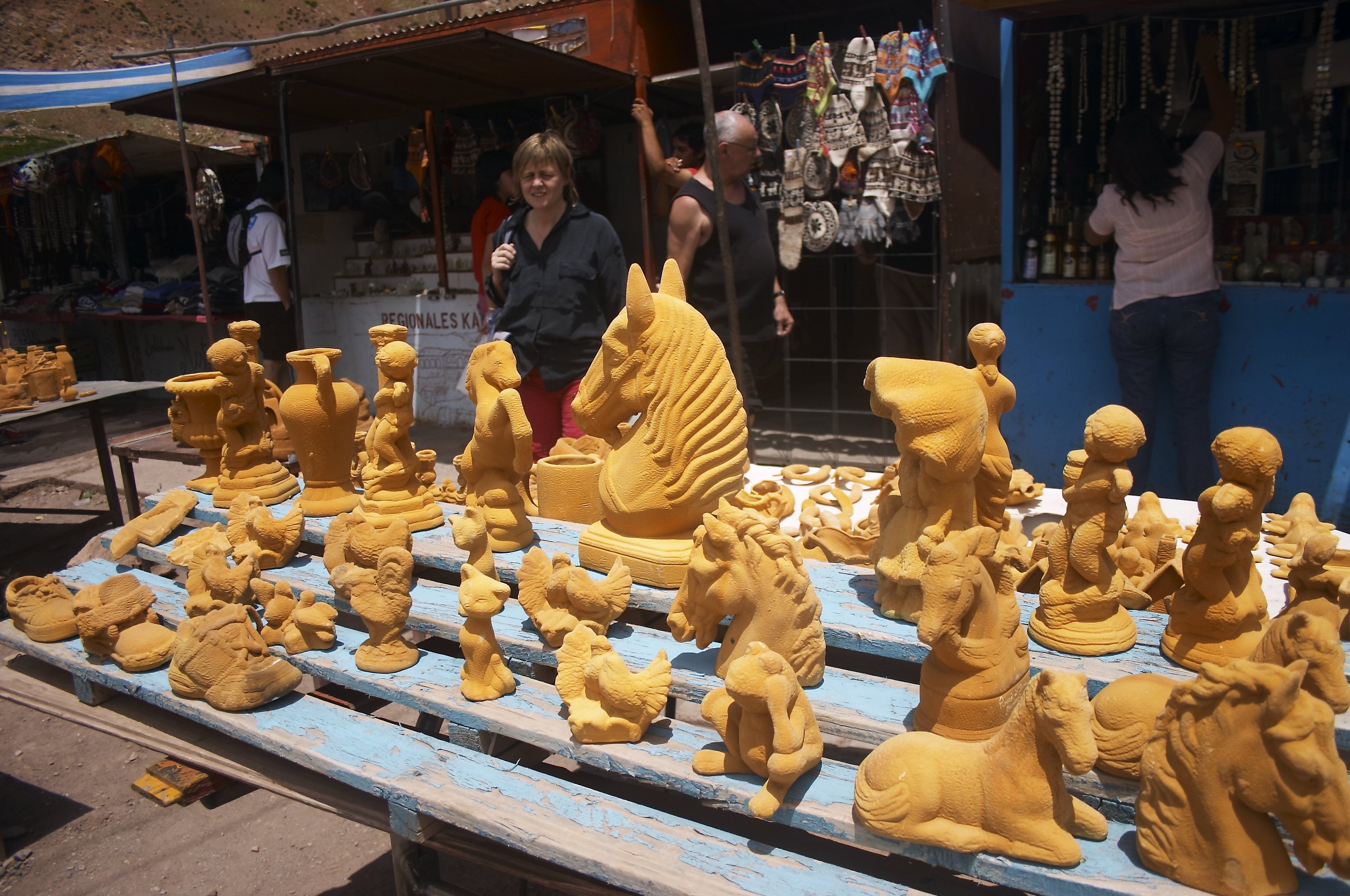
L'exposició d'objectes durant un temps a l'aigua sulfurosa de Puente del Inca els recobreix d'una capa de sofre.

Actualment Puente del Inca és una localitat potencialment turística des del punt de vista del traçat del Tren Trasandino. Nombroses empreses tenen en la mira a aquest lloc per emplaçar un centre turístic. La formació ja es va veure influenciada pel pas del turista: es va modificar el curs de l'aigua i així també la mineralització. Després del desmembramiento d'un tros de roca, les autoritats van prohibir el pas pel pont des del 2006.